# National Health (album)
National Health je eponymní debutové studiové album britské progresivní rockové skupiny National Health. Produkoval ho Mike Dunne a vyšlo v říjnu 1977.

## Seznam skladeb
| Pořadí         | Název                             | Autor          | Délka |
| -------------- | --------------------------------- | -------------- | ----- |
| 1.             | Tenemos Roads                     | Dave Stewart   | 14:43 |
| 2.             | Brujo                             | Alan Gowen     | 10:19 |
| 3.             | Borogoves (Excerpt from Part Two) | Dave Stewart   | 4:16  |
| 4.             | Borogoves (Part One)              | Dave Stewart   | 6:37  |
| 5.             | Elephants                         | Dave Stewart   | 14:37 |
| Celková délka: | Celková délka:                    | Celková délka: | 49:58 |

## Obsazení
National Health
- Phil Miller – elektrická kytara
- Dave Stewart – klavír, varhany
- Pip Pyle – bicí, gong, tamburína, zvonkohra, finger cymbals, pixifon
- Neil Murray – baskytara

Další hudebníci
- Alan Gowen – klavír, syntezátor Moog
- Jimmy Hastings – flétna, klarinet, basklarinet
- John Mitchell – perkuse, konga
- Amanda Parsons – zpěv